# Piano e Voz, Amigos e Pertences 2
Piano e Voz, Amigos e Pertences 2 é um álbum ao vivo do cantor Paulo César Baruk e do pianista Leandro Rodrigues, lançado em maio de 2017 pela gravadora Musile Records.
A gravação foi feita no Teatro Ruy Barbosa, em São Paulo, com a direção de Frauzilino Jr. O repertório somou covers em piano e voz de canções notórias da história da música cristã contemporânea no Brasil. Entre elas, "Palácios" (Rebanhão), "Não Tenhas Sobre Ti" (Milad), "Deus Eterno" (Oficina G3), "Todo Som" (Resgate) e "Quebrantado" (Vineyard Music Brasil).[carece de fontes?]
O álbum ainda trouxe as participações de Paulo Cezar, vocalista do Grupo Logos, além das cantoras Laura Souguellis e Rebeca Nemer. O single escolhido foi a regravação "Tua Forte Mão", liberada nas plataformas digitais em abril de 2017. Como disco que registrou a despedida de uma parceria entre os músicos que durou cerca de 15 anos, foi o último álbum gravado em parceria entre Baruk e Leandro.

## Gravação
O disco foi anunciado em 2016 e gravado no Teatro Ruy Barbosa, em São Paulo. Para a gravação, Baruk e Rodrigues contaram com 
Junior Sanchez (bateria), Denis Silva (baixo) e Everson Menezes (violão), além de arranjos de cordas assinado pelo instrumentista e cantor Alexandre Malaquias. O repertório mesclou canções que, de acordo com Paulo, fizeram parte da trajetória dos músicos.

O formato planejado para o PVAP sempre optou como critério a escolha de canções que marcaram tanto a minha trajetória como a do Leandro Rodrigues. Seriam músicas que nos remeteriam a algum momento de nossas vidas, não apenas para nos permitir mergulhar no saudosismo, mas principalmente para trazer à nossa memória aquilo que sempre nos deu esperança, isto é, a Palavra cantada ainda que nos mais variados estilos— Paulo César Baruk, sobre o projeto.

## Lançamento
O projeto foi o primeiro disco de Paulo e Leandro lançado pela gravadora paulista Musile Records. Baruk assinou contrato em dezembro de 2016, após uma passagem de quase quatro anos na Sony Music Brasil. Na assinatura, o cantor anunciou que Piano e Voz, Amigos e Pertences 2, seria distribuído pela empresa.[carece de fontes?]

## Recepção

### Recepção da crítica
| Críticas profissionais | Críticas profissionais |
| Avaliações da crítica  | Avaliações da crítica  |
| Fonte                  | Avaliação              |
| ---------------------- | ---------------------- |
| Super Gospel           | [ 4 ]                  |

Piano e Voz, Amigos e Perteces 2 alcançou aclamação da mídia especializada. Em uma resenha de nota 4,5 de 5, o Super Gospel afirmou que o álbum foi "um dos melhores lançamentos do ano" e destacou as interpretações de Baruk nas músicas "Deus, Somente Deus", "Deixa Tudo", a roupagem dada a "Palácios" e a participação de Paulo Cezar.

### Prêmios e indicações
O álbum foi indicado ao Grammy Latino de 2017 de Melhor Álbum de Música Cristã em Língua Portuguesa.

## Faixas
| N.º | Título                                                                                          | Compositor(es)                        | Artista original      | Duração |  |
| 1.  | "Quebrantado"                                                                                   |                                       | Vineyard              |         |  |
| 2.  | "Sonda-Me / Estrela da Manhã"                                                                   |                                       | Banda Rara            |         |  |
| 3.  | "Todo Som"                                                                                      | Zé Bruno                              | Resgate               |         |  |
| 4.  | "Deus, Somente Deus"                                                                            |                                       | Vencedores por Cristo |         |  |
| 5.  | "Deixa Tudo"                                                                                    |                                       | Banda Rara            |         |  |
| 6.  | "Não Tenhas Sobre Ti"                                                                           |                                       | Milad                 |         |  |
| 7.  | "Calmo, Sereno e Tranquilo"                                                                     | Ivã Borges                            | Grupo Elo             |         |  |
| 8.  | "Ao Sentir" (part. Paulo Cezar)                                                                 | Jayrinho                              | Grupo Elo             |         |  |
| 9.  | "Situações" (part. Paulo Cezar)                                                                 | Paulo Cezar                           | Grupo Logos           |         |  |
| 10. | "Primeira Oração"                                                                               | Paulo César Baruk e Leandro Rodrigues | inédita               |         |  |
| 11. | "Deus Eterno"                                                                                   |                                       | Oficina G3            |         |  |
| 12. | "Palácios"                                                                                      | Pedro Braconnot                       | Rebanhão              |         |  |
| 13. | "Firme nas Promessas / Mais Grato a Ti / Cristo Cura Sim / Sou Feliz com Jesus / Castelo Forte" |                                       | Cantor Cristão        |         |  |
| 14. | "Tua Forte Mão"                                                                                 | Dell Cordeiro                         | Dell Cordeiro         |         |  |
| 15. | "Teu Amor não Falha"                                                                            |                                       | Nívea Soares          |         |  |
| 16. | "Não Tenhas Sobre Ti" (part. Laura Souguellis)                                                  |                                       | Milad                 |         |  |